# Hexapathes hivaensis
Hexapathes hivaensis är en korallart som beskrevs av Molodtsova 2007. Hexapathes hivaensis ingår i släktet Hexapathes och familjen Cladopathidae. Inga underarter finns listade i Catalogue of Life.